# Zellenkalk

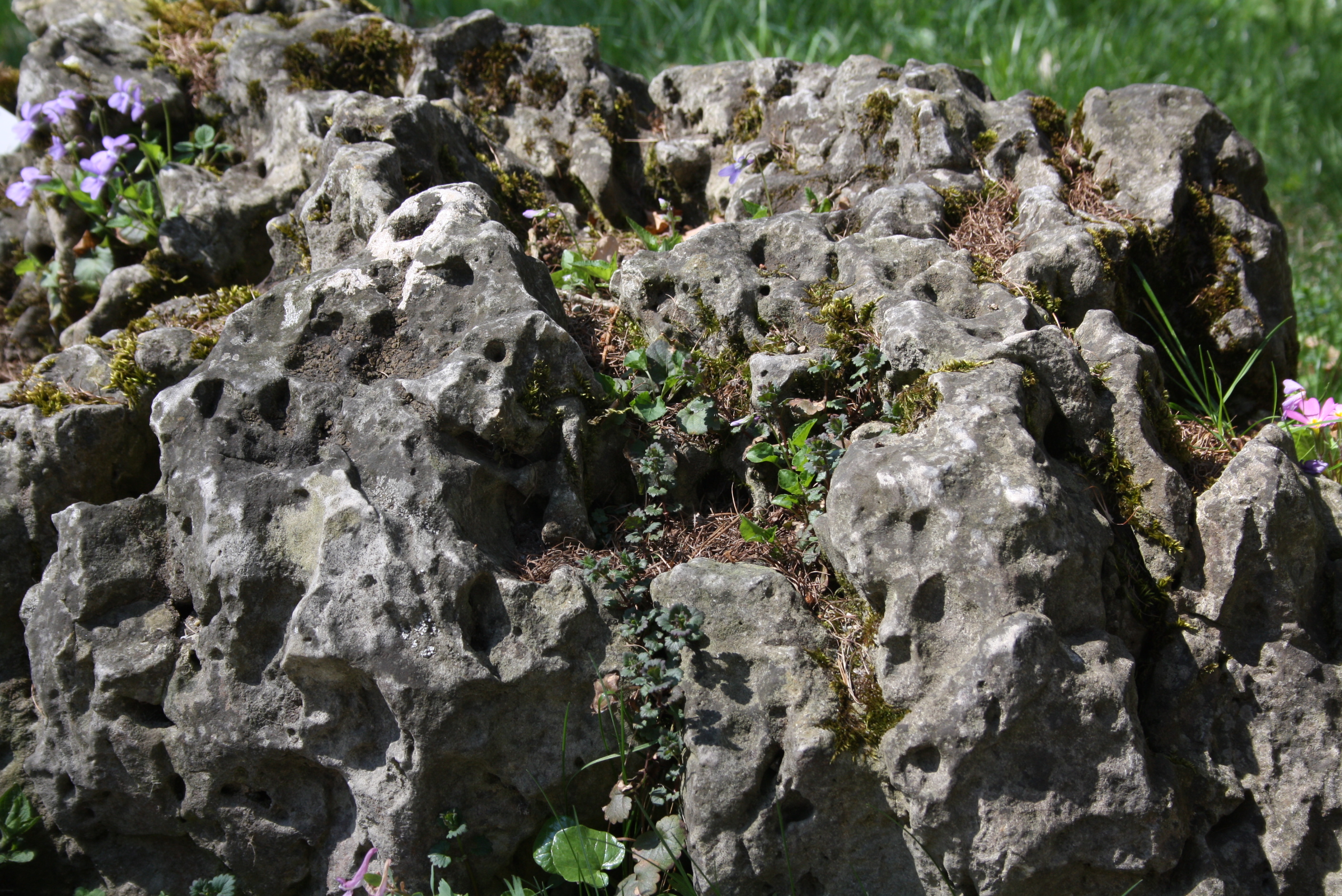
Zellenkalk

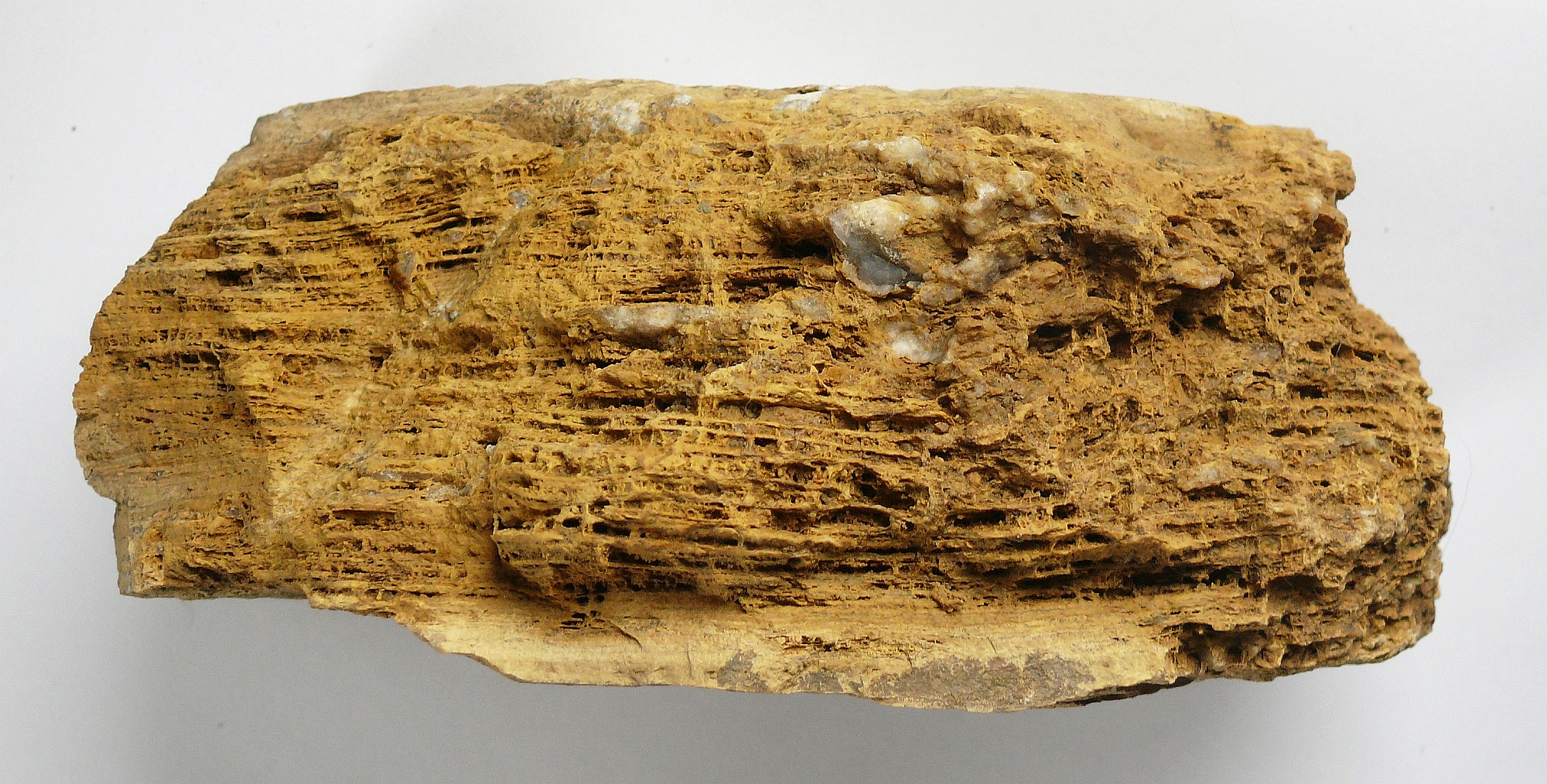
Zellendolomit aus dem Mittleren Muschelkalk, Größe ca. 18 × 7 cm

Als Zellenkalk (auch Rauwacke, Rauhwacke, Rauchwacke, Zellendolomit) wird löcherig/zellig-porös gewordener Dolomit oder Kalkstein bezeichnet. Die Porosität entsteht durch Auslaugung.
Die Rauwacke (nicht zu verwechseln mit Grauwacke) ist ein Gestein, das ursprünglich neben Dolomit bzw. Kalzit Gips oder Anhydrit enthält. Bei der chemischen Verwitterung der Rauwacke wird der Gips schnell gelöst und mit dem Sickerwasser abtransportiert. Ein löcheriges, poröses Gestein bleibt zurück.

## Verbreitung
Der Zellenkalk ist in Mitteleuropa unter anderem ein typisches Gestein des Mittleren Muschelkalks und des Zechsteins. In den Alpen findet er sich zum Beispiel in den Raibler Schichten der Nördlichen Kalkalpen. Er ist aber in vergleichbaren Gesteinsserien weltweit verbreitet, z. B. im nordöstlichen Teil der Hohen Tatra.